# Читгер (пруд)
Читгер (перс.  چیتگر‎) (также «пруд мучеников Персидского залива») — пруд, сооружённый в западной части Тегерана, севернее одноимённого парка. Площадь — 130 га. Рядом с водоёмом, на территории 120 га расположены рекреационные зоны.

## Строительство
Сооружение пруда было запланировано в 1968 году в соответствии с первым генеральным планом Тегерана. Однако в связи с техническими и финансовыми причинами строительство оказалось заморожено на многие годы.
С 2003 по 2010 годы были проведены дополнительные проработки и исследования, и в сентябре 2010 года под руководством министерства энергетики Ирана работы были начаты. Читгер был открыт 6 мая 2013 года.